# Утиче (Мокроусовський округ)
У́тиче (рос. Утичье) — село у складі Мокроусовського округу Курганської області, Росія.
Населення — 479 осіб (2010, 520 у 2002).
Національний склад станом на 2002 рік:
- росіяни — 90 %